# Paul Smith (cantante)
Paul Smith (Billingham, 13 de marzo de 1979) es un cantante inglés de música indie. Smith es el cantante de la banda británica de indie rock: Maxïmo Park, con los que ha grabado cinco álbumes. Es esgresado de la Universidad de Newcastle y de la Escuela de Northfield.